# Coccorchestes vicinus
Coccorchestes vicinus är en spindelart som beskrevs av Balogh 1980. Coccorchestes vicinus ingår i släktet Coccorchestes och familjen hoppspindlar. Inga underarter finns listade i Catalogue of Life.